# Lois Toulson
Lois Mae Toulson (Huddersfield, 26 de septiembre de 1999) es una deportista británica que compite en saltos de plataforma.
Participó en tres Juegos Olímpicos de Verano, obteniendo una medalla de bronce en París 2024, en la prueba de plataforma 10 m sincro (junto con Andrea Spendolini-Sirieix), el quinto lugar en Río de Janeiro 2016 y el séptimo en Tokio 2020, en la prueba sincronizada.
Ganó tres medallas en el Campeonato Mundial de Natación entre los años 2017 y 2024, y siete medallas en el Campeonato Europeo de Natación entre los años 2018 y 2022. En los Juegos Europeos de 2015 obtuvo  medalla de oro en la prueba de platafroma 10 m.

## Palmarés internacional
| Juegos Olímpicos   | Juegos Olímpicos      | Juegos Olímpicos  | Juegos Olímpicos             |
| Año                | Lugar                 | Medalla           | Prueba                       |
| ------------------ | --------------------- | ----------------- | ---------------------------- |
| 2024               | París (Francia)       | Medalla de bronce | Plataforma 10 m sincro       |
| Campeonato Mundial |                       |                   |                              |
| Año                | Lugar                 | Medalla           | Prueba                       |
| 2017               | Budapest (Hungría)    | Medalla de plata  | Plataforma 10 m sincro       |
| 2023               | Fukuoka (Japón)       | Medalla de plata  | Plataforma 10 m sincro       |
| 2024               | Doha (Catar)          | Medalla de bronce | Plataforma 10 m sincro       |
| Juegos Europeos    |                       |                   |                              |
| Año                | Lugar                 | Medalla           | Prueba                       |
| 2015               | Bakú (Azerbaiyán)     | Medalla de oro    | Plataforma 10 m              |
| Campeonato Europeo |                       |                   |                              |
| Año                | Lugar                 | Medalla           | Prueba                       |
| 2017               | Kiev (Ucrania)        | Medalla de oro    | Plataforma 10 m              |
| 2017               | Kiev (Ucrania)        | Medalla de oro    | Plataforma 10 m sincro mixto |
| 2018               | Glasgow (Reino Unido) | Medalla de oro    | Plataforma 10 m sincro       |
| 2018               | Glasgow (Reino Unido) | Medalla de plata  | Plataforma 10 m sincro mixto |
| 2021               | Budapest (Hungría)    | Medalla de plata  | Plataforma 10 m sincro       |
| 2022               | Roma (Italia)         | Medalla de oro    | Plataforma 10 m sincro       |
| 2022               | Roma (Italia)         | Medalla de oro    | Plataforma 10 m sincro mixto |